# Nová Ves u Světlé
Nová Ves u Světlé là một làng thuộc huyện Havlíčkův Brod, vùng Vysočina, Cộng hòa Séc.